# Ibaan
Ne doit pas être confondu avec IBAAN (''Institut Botanique Aké-Assi d'Andokoi'', en Côte d'Ivoire).
Ibaan est une municipalité des Philippines de la province de Batangas.